# Ballad pour violon et piano
Pour les articles homonymes, voir Ballad.
La Ballad pour violon et piano est une œuvre de musique de chambre du compositeur britannique Arnold Bax, écrite en 1916.

## Contexte
Pendant la Première Guerre mondiale, en plus de la deuxième sonate pour violon et des deux nouveaux mouvements de sa première sonate, Arnold Bax écrit deux pièces substantielles en un seul mouvement, la Legend en 1915 et la Ballad de 1916. La première reflète les premiers mois de la guerre, tandis que la seconde représente probablement la tragédie inattendue de l'insurrection de Pâques à Dublin en mars 1916. La Ballad n'a été connue d'un large public qu'après que le compositeur l'ait révisée puis publiée en 1929. Arnold Bax a manifestement hésité longtemps avant de la publier, car elle a été annoncée pour la première fois en 1922, mais n'est jamais parue. On ne sait pas si elle a été jouée par Winifred Small, sa dédicataire, avec Harriet Cohen, lors du concert au cours duquel elles ont interprété la Legend pour la première fois à l'Aeolian Hall de Londres, le 28 juin 1916.

## Analyse
L'ouverture turbulente de la Ballade donne le ton. Arnold Bax lui-même a qualifié ce morceau de « chose sauvage et orageuse » (« a wild stormy thing »). Il y a deux ambiances : la musique turbulente et passionnée du début et la musique romantique et réfléchie des sections qui ressemblent à des interludes.

## Discographie
- Violin Sonatas, Vol. 2 (No. 2, Sonata in F Major), Laurence Jackson (violon), Ashley Wass (piano), Naxos, 8.570094, novembre 2007